# Municipio de Exeter (Míchigan)
El municipio de Exeter (en inglés: Exeter Township) es un municipio ubicado en el condado de Monroe en el estado estadounidense de Míchigan. En el año 2010 tenía una población de 3968 habitantes y una densidad poblacional de 41,81 personas por km².

## Geografía
El municipio de Exeter se encuentra ubicado en las coordenadas 42°2′45″N 83°28′59″O / 42.04583, -83.48306. Según la Oficina del Censo de los Estados Unidos, el municipio tiene una superficie total de 94.9 km², de la cual 94.61 km² corresponden a tierra firme y (0.31%) 0.29 km² es agua.

## Demografía
Según el censo de 2010, había 3968 personas residiendo en el municipio de Exeter. La densidad de población era de 41,81 hab./km². De los 3968 habitantes, el municipio de Exeter estaba compuesto por el 93.17% blancos, el 4.89% eran afroamericanos, el 0.25% eran amerindios, el 0.25% eran asiáticos, el 0.03% eran isleños del Pacífico, el 0.35% eran de otras razas y el 1.06% pertenecían a dos o más razas. Del total de la población el 1.97% eran hispanos o latinos de cualquier raza.